# 猛打賞
猛打賞（日语：／ Mōdashō */?），是個棒球術語，指一位打擊者在比賽中擊出三支以上的安打。
由於一場棒球比賽中，一位先發上場的打擊者大概只能夠有三到五次的打擊機會，而從一般打者的平均打擊率（約兩成五到三成）看來，平均只能打出一兩支安打。因此，在棒球賽中擊出三支安打以上，實屬不易。同一打者在單場比賽中不分順序擊出一壘安打、二壘安打、三壘安打及全壘打則稱為「完全打擊」，比猛打賞更難達成。
「猛打賞」這個術語是日本棒球界發明。在日本職棒只要有球員達到猛打賞，通常會在賽後得到贊助廠商致贈的禮品。而日本職棒單季最多次猛打賞紀錄是由千葉羅德海洋隊的西岡剛在2010年及埼玉西武獅的秋山翔吾在2015年寫下的27次。